# Zumo de Vidrio
Zumo de Vidrio fue un grupo musical español formado en Zaragoza a principios de los años 1980 por los hermanos Valdivia (Pedro y Juan) y un primo de éstos, Javier. Posteriormente se incorporarían Javier Loperena, bajista, y Quique Vicente, guitarra. En esa configuración de cinco miembros concurrieron a la I Muestra de pop, rock y otros rollos, celebrada en Zaragoza en marzo de 1984. Con posterioridad a ese evento, Javier Loperena dejó la banda, incorporándose Enrique Bunbury como bajista y Fernando Navarro como guitarra y teclados. Esa formación actuó en la apertura paralela de la Universidad de Zaragoza y en algunos otros conciertos, hasta su disolución, que dio lugar a Héroes del Silencio en 1985.

## Historia

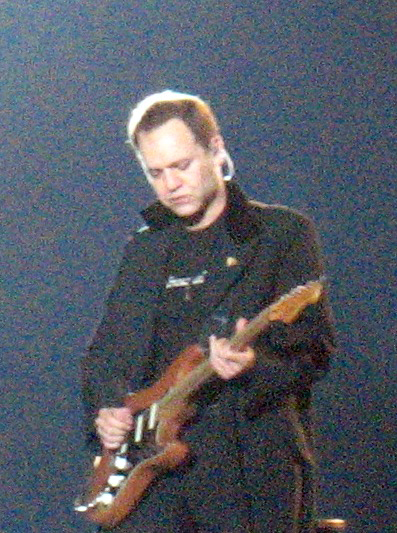
Juan Valdivia, miembro fundador de Zumo de Vidrio junto con su hermano Pedro, que abandonaría la formación para dedicarse a los estudios.

Los orígenes de Zumo de Vidrio se encuentran en el panorama musical de la Zaragoza de principios de los años 1980. Allí, los hermanos Pedro y Juan Valdivia, hijos de un médico muy aficionado a la música (su otro hijo, Gonzalo, también se hizo músico), comenzaron a dar sus primeros pasos en el mundo de la música, junto con un primo de ambos, Javier Guajardo Valdivia, formando el grupo Zumo de Vidrio. En esta formación inicial, Javier era quien cantaba, mientras que Juan tocaba la guitarra y Pedro la batería; en el bajo estaba Javier Loperena y en la otra guitarra Quique Vicente. En esa época, conocieron a Enrique Ortiz de Landázuri (después Enrique Bunbury), que tocaba el bajo y cantaba en Proceso Entrópico, y a quien en 1984 invitaron a sumarse al grupo. Bunbury aceptó y comenzaron (como trío, tras abandonar el primo de los Valdivia la formación) varios cambios en el grupo. El grupo dejó de llamarse Zumo de Vidrio en sus primeras actuaciones (la primera, el 16 de diciembre de 1984), además de grabar su primera maqueta con los temas Olvidado, Sindicato del riesgo, Héroe del silencio (después Héroe de leyenda) y Hologramas. En 1985, se incorporó al grupo un nuevo bajista, Joaquín Cardiel, para descargar de trabajo a Enrique, que cantaba y componía las letras. Ese mismo año Pedro Valdivia abandonó el grupo para centrarse en sus estudios, y fue sustituido por el batería zaragozano Pedro Andreu.
Fue cuando se dirigían con su primera maqueta a las instalaciones de Radio Zaragoza para promocionarla, no habiendo decidido aún cómo iba a llamarse la nueva formación, cuando uno de ellos sugirió «Héroes del Silencio» ("Héroe del silencio" era el título de una de sus canciones, que luego cambiaron por "Héroe de leyenda"), y al resto les gustó.
La maqueta grabada por Zumo de Vidrio, que nunca llegó a ser publicada, se convirtió años más tarde en objeto de culto para los seguidores de Héroes, que llegó a convertirse en uno de los grupos más exitosos de la historia del rock en español.